# Bernard de Balliol (Adliger, † um 1190)
Bernard de Balliol (auch Bernard de Balliol junior) († um 1190) war ein anglonormannischer Adliger.

## Leben
Bernard de Balliol entstammte der anglonormannischen Familie Balliol. Er war ein jüngerer Sohn seines gleichnamigen Vater Bernard de Balliol senior. Vermutlich vor 1161, spätestens 1167 erbte er die Besitzungen der Familie in Nordengland, nachdem sein Vater und seine älteren Brüder Ingram und Guy gestorben waren. Als während der Revolte der Söhne von König Heinrich II. der schottische König Wilhelm I. mit einem Heer in Nordengland einfiel, gehörte Balliol dem englischen Heer an, das die Schotten bei Alnwick überraschte. In der folgenden Schlacht erlitten die Schotten eine schwere Niederlage und der schottische König geriet in englische Gefangenschaft. Mehrere Chronisten lobten Balliols Anteil an dem englischen Sieg. William of Newburgh bezeichnete Balliol als ehrenwert und großherzig, während Jordan Fantosme ihn einen vertrauenswürdigen Ritter nannte. Auch wenn dies damals übliche Standardformulierungen waren, zeigen sie doch, dass Balliol offenbar ein charakterstarker Baron war. Über das weitere Leben von Balliol ist nur wenig bekannt. Letztmals nachweisbar ist er Anfang Dezember 1189 in Dover, als er am Hof von König Richard I. eine Vereinbarung mit Hugh de Puiset, dem Bischof von Durham schloss.
Balliol hatte Agnes de Picquigny geheiratet. Sie entstammte wahrscheinlich der französischen Adelsfamilie Picquigny, deren Hauptsitz Picquigny unweit von Bailleul-en-Vimeu, dem Stammsitz der Balliols lag. Ob sie mit der Familie Pinkeny verwandt war, die ebenfalls aus Picquigny stammte und Besitzungen in der nordenglischen Honour of Huntingdon besaß, ist nicht bekannt. Die Ehe blieb kinderlos oder die Kinder starben bereits vor Balliol, so dass 1190 sein Cousin Eustace de Helicourt seine Besitzungen erbte.